# Fårö
Ostrov Fårö leží u jihovýchodnícho pobřeží Švédska severně od Gotlandu, od něhož jej odděluje úzký průliv Fårösund. Jeho rozměry jsou přibližně 18×7,5 kilometru. Fårö má pobřeží s délkou 97 km a s plochou 113,3 km² je osmým největším švédským ostrovem.

## Fårö a kinematografie
Na ostrově bydlel a zemřel režisér Ingmar Bergman, který zde natáčel mnoho svých filmů. Nejvíce ostrov proslavila Bergmanova ostrovní trilogie (Hodina vlků, Hanba, Náruživost). Dále zde natáčel Andrej Tarkovskij svou Oběť. V zmiňovaných filmech jsou nejčastěji zobrazovány scenérie jižní části ostrova (přírodní písečné pláže, rovinaté pobřeží, borové lesy a nízké příbřežní vegetace).